# Antoine de Thomassin de Peynier
Louis Antoine de Thomassin, Comte de Peynier, bekannt als Antoine de Thomassin (* 27. September 1731 in Aix-en-Provence; † 11. Oktober 1809 in Mont (Pyrénées-Atlantiques)) war ein französischer Marineoffizier und Gouverneur der Kolonie Saint-Domingue.

## Leben
Thomassin wurde am 27. September 1731 als viertes von zehn Kindern in Aix-en-Provence in seine adlige, aus Burgund stammende Familie geboren. Sein Vater war Louis de Thomassin Peynier (1705–1794), Marquis de Peynier, der unter anderem als Kolonialbeamter auf den Kleinen Antillen tätig war. Seine Mutter war Anne Dupuy de la Moutte (1705–1785). 
Im Jahr 1787 heiratete er in Béarn Jeanne Timothée Marthe Angélique d’Arros d’Argelos (* 24. Januar 1761), Tochter des Chef d’escadre Jean-François d’Arros d’Argelos und seiner Frau. Sie hatten zwei Töchter. 
Nach Ende seiner Laufbahn, im Dezember 1794, zog sich Thomassin im Alter von 63 Jahren in seinen Geburtsort zurück. Er hoffte, sich hier gesundheitlich erholen zu können. Er verlor jedoch als Spätfolge seiner 1759 erlittenen Kopfverletzung sein Augenlicht.  
Er starb am 11. Oktober 1809 in dem kleinen Ort Arance im Département Pyrénées-Atlantiques, der im Rahmen einer Verwaltungsreform im Jahr 1972 mit drei weiteren Dörfern zu der Gemeinde Mont vereint wurde.

## Laufbahn

### Marineoffizier
Thomassin trat im Jahr 1744 im Alter von nur 13 Jahren in die königlich französische Marine ein und nahm am Österreichischen Erbfolgekrieg teil. Im Jahr 1751 wurde er zum Enseigne de vaisseau befördert und von Mai bis September 1752 mit einer diplomatischen Mission im Mittelmeer beauftragt. An Bord der Triton (60 Kanonen) lief er die Häfen von Tripolis, Smyrna, Tunis und Algier an. 
Als im Jahr 1756 der Siebenjährige Krieg ausbrach, befand sich Thomassin auf einem vierjährigen Feldzug in Indien. Während dieser Mission wurde er 1757 zum Lieutenant de vaisseau befördert. Im Jahr 1759 erhielt er einen Schuss in den Kopf und erlitt eine bleibende, ihn dauerhaft schwächende Verletzung.
Nachdem der Pariser Vertrag des Jahres 1763 den Frieden wiederhergestellt hatte, erhielt Thomassin das Kommando über die Fregatte Malicieuse (32 Kanonen) und begab sich auf eine Erkundungsreise zu den Kleinen Antillen, die auch diplomatischen Zwecken diente. Er traf im März 1765 auf Martinique ein und blieb dort bis zum Sommer 1766. Der Gouverneur von Guadeloupe gab ihm in dieser Zeit mehrere diplomatische Aufträge.
Im Mai 1765 reiste er als Sondergesandter zum britischen Gouverneur von Grenada, um gleichzeitig die britischen Militär- und Seestreitkräfte auf der Insel ausspionieren. Nach Grenada segelte Thomassin zur spanischen Küste Südamerikas und besuchte bis Juni 1765 die Häfen von Cumaná und Caracas. Sein Ziel war die Erkundung und Erschließung neuer Seewege für den Handel, insbesondere zur Versorgung der französischen Kolonien mit Maultieren. Auf dem Rückweg machte er auf Dominica Halt, um sich über die Lage der Franzosen auf dieser Insel zu informieren.
Im Januar und Februar 1766 führte Thomassin eine Erkundung von Saint-Martin durch, um den Meeresboden zu sondieren und die Verteidigungsanlagen der Insel zu verbessern. Er kartierte die Küste der Insel, und im April 1766 kartierte er in ähnlicher Weise die Küsten von Guadeloupe.
Im Jahr 1772 wurde er zum Capitaine de vaisseau befördert.

### Amerikanischer Unabhängigkeitskrieg
Im Jahr 1778 trat Frankreich in den Amerikanischen Unabhängigkeitskrieg ein und löste damit einen anglo-französischen Krieg aus. Thomassin nahm am 17. April 1780 an der Seeschlacht von Martinique teil und kommandierte dabei die Artésien (64 Kanonen).
Mit dem Ausbruch des Vierten Englisch-Niederländischen Krieges im Jahr 1780 verbündeten sich Frankreich und die Niederländische Republik gegen das Königreich Großbritannien. Die Niederländer erwarteten, dass die Briten ein Expeditionskorps entsenden würden, um zu versuchen, ihre niederländische Kapkolonie zu erobern Frankreich entsandte ein fünf Schiffe umfassendes Geschwader zur Verstärkung. Thomassin wurde Kommandeur einer zweiten Welle, die 1782 mit Verstärkungen geschickt wurde. Obwohl die Briten den Konvoi angriffen und einige Schiffe kaperten, gelang es ihm, Truppen in der niederländischen Kapkolonie zu landen.
Nach dem Frieden von Paris behielt Thomassin bis 1786 das Kommando über die französische Flotte im Indischen Ozean.
Nach dem amerikanischen Unabhängigkeitskrieg ging er in die Vereinigten Staaten, wo er in die Society of the Cincinnati aufgenommen wurde und George Washington traf.
Im Jahr 1786 kehrte Thomassin nach Frankreich zurück. Im folgenden Jahr erhielt er das Kommando über eine Fregatte in Brest.

### Gouverneur von Saint-Domingue
Am 26. Juli 1789 wurde Thomassin zum Gouverneur der französischen Kolonie Saint-Domingue ernannt. Er traf Ende August des Jahres dort ein und blieb bis Ende 1790 im Amt.
Die politische Lage in der Kolonie war äußerst angespannt: Die 212 Abgeordneten der Versammlung von Saint-Marc zeigten immer offener sezessionistische Tendenzen. Diese Abgeordneten, die allesamt weiße Grundbesitzer waren, gingen so weit, die Häfen der Kolonie für den Außenhandel zu öffnen, was gegen die im Königreich Frankreich noch geltenden Gesetze des ausschließlichen Handels verstieß. Diese weißen Siedler waren auch entschiedene Befürworter der Sklaverei.
Obwohl er nicht sehr aktiv war, stellte sich Thomassin als Vertreter der Zentralmacht gegen die Versammlung. In der Nacht vom 29. auf den 30. Juli 1790 entließ er die Abgeordneten. Fünfundachtzig von ihnen verließen die Insel an Bord des Schiffes Leopard und gingen nach Frankreich, um ihren Fall vor der verfassungsgebenden Versammlung zu vertreten.
Am 2. November 1790 schrieb Jean-Paul Marat in der Zeitschrift L’Ami du peuple, Thomassin habe eine schreckliche Willkür ausgeübt und „Neger und Farbige“ gegen die weißen Siedler bewaffnet. In Frankreich wurden die Ereignisse in Saint-Domingue nur teilweise verstanden: Die meisten politischen Akteure sahen die Versammlung von Saint-Marc nicht als undemokratisch an, obwohl sie in Wirklichkeit kein Interesse an den revolutionären Idealen einer verfassungsgebenden Versammlung hatten. Ende 1790 beschuldigten weiße Siedler den Gouverneur offen, Farbige zu schützen.
Müde und krank trat Thomassin daraufhin zurück und übergab die Amtsgeschäfte an Philibert François Rouxel de Blanchelande, bevor er sich nach Frankreich einschiffte, wo er Anfang 1791 eintraf. Anschließend musste er der Nationalversammlung Bericht erstatten, die sein Verhalten während seiner gesamten Amtszeit billigte.

### Französische Revolution
Am 7. Oktober 1791 legte Thomassin den von der Nationalversammlung geforderten Bürgereid ab und schwor, „der Nation, dem Gesetz und dem König treu zu sein und die von der Nationalversammlung beschlossene Verfassung mit aller Kraft aufrechtzuerhalten“.
Am 1. Januar 1792 wurde er zum Vizeadmiral befördert. Ihm wurde im darauffolgenden Frühjahr das Kommando über das Brest-Geschwader der französischen Marine übertragen. Er trat dieses Kommando jedoch nicht an, sondern trat von allen Ämtern zurück, die er noch innehatte. Nach einer 48-jährigen Karriere in der königlichen Marine trat er in den Ruhestand. Er beantragte eine Pension von 4 300 Livre, die er jedoch nicht erhielt.
Nach dem Sturz der Monarchie und der Ausrufung der Republik im Spätsommer 1792 schwor Thomassin vor dem Gemeindebeamten von Orthez, „der Nation treu zu sein und Freiheit und Gleichheit zu bewahren oder bei ihrer Verteidigung zu sterben“. Am 1. September 1793 gab er das ihm verliehene Große Komturkreuz des Ordre royal et militaire de Saint-Louis zurück. Dennoch stand er zwischen Ende 1793 und 1794 im Château Orthez unter Hausarrest. In seiner Aussage vor dem zuständigen Revolutionskomitee vom 9. Februar 1795 erklärte er, dass er diesen Arrest als „repressiv und unbegründet“ empfand.